# Урбан, Милош
Милош Урбан (настоящая фамилия — Свачина) (чеш. Miloš Urban; 4 октября 1967, Соколов, Чехословакия) — чешский писатель, переводчик и редактор.

## Биография
В 1975—1979 проживал в Лондоне при чехословацком посольстве. После возвращения на родину окончил школу в Карловых Варах. В 1986—1992 изучал современную английскую и скандинавскую филологию на философском факультете Карлова университета в Праге.
В 1992—2000 годах работал редактором в издательстве Mlada Fronta, начиная с 2001 года — редактор издательства Argo publishers.

## Творчество
В 1998 году под псевдонимом Йозеф Урбан дебютировал мистерией «Последняя точка за рукописью». Следующие романы выходили уже под его собственным именем, в том числе, «Семь храмов», «Водяной», «Памяти депутата парламента» и «Тень Собора».
Автор ряда романов, нескольких сборников рассказов и новелл. Его роман «Sedmikostelí» («Семь храмов»), триллер об убийствах в семи соборах Праги, вышедший в 1999 году был признан шедевром современной готики. Описание жестоких убийств и мрачной атмосферы средневековой Праги отсылает читателя то к готическим историям, то к экзистенциальной прозе Франца Кафки. Автор этой необычной книги виртуозно манипулирует страхом читателя перед сверхъестественным. Главный герой романа, бывший полицейский, оказывается втянутым в расследование серии жестоких убийств. Жертвами становятся люди, каким-то образом причастные к разрушению готических соборов... 
Из-под пера Урбана вышло также несколько произведений в жанре литературы ужасов.
Книги Милоша Урбана переведены на немецкий, испанский, голландский, венгерский, русский и итальянский языки. В испаноязычных странах его книги стали бестселлерами.
Он также написал пьесы (Trochu lásky и Nože a růže).

## Избранные произведения
- Poslední tečka za Rukopisy (роман , ISBN 80-7203-662-9)
- Sedmikostelí
- Hastrman (ISBN 80-7203-347-6)
- Paměti poslance parlamentu (ISBN 80-7203-405-7)
- Stín katedrály (ISBN 80-7203-508-8)
- Michaela (ISBN 80-7203-569-X)
- Santiniho jazyk (ISBN 80-7203-718-8)
- Nože a růže aneb topless party (пьеса)
- Pole a palisáda (ISBN 80-7203-783-8)
- Mrtvý holky (сборник рассказов, ISBN 978-80-7203-870-1)
- Lord Mord (ISBN 978-80-257-0087-7)
- Boletus arcanus (ISBN 978-80-257-0418-9)
- Praga Piccola (ISBN 978-80-257-0737-1)
- Přišla z moře (ISBN 978-80-257-0895-8)
- Urbo Kune (ISBN 978-80-257-1571-0)

## Награды
В 2002 году награждён литературной премией Magnesia Litera за роман «Hastrman».